# Miss Grand Costa Rica
La Miss Grand Costa Rica es un título de belleza femenina de Costa Rica y un concurso preliminar para Miss Grand Internacional. Cada concursante representa su estado de origen o residencia y la ganadora del título lo lleva por un periodo de alrededor de un año, añadiendo a él, el año en que lo ganó. Miss Grand Costa Rica 2023, y actual reina del certamen, es Kristell Ruiz Freeman, de Limón
Hoy la licencia de Miss Grand Costa Rica pertenece a Erick Solís, director de "Concurso Nacional de Belleza de Costa Rica", el mismo obtuvo la franquicia luego de arrebatarla al anterior poseedor "The Finalist" el ganador de este concurso representará al país en Miss Grand Internacional el próximo año después de ser coronada.

## Historia
Costa Rica comenzó a participar en Miss Grand Internacional en la edición de 2014, "Olais Antonio Padilla" fue el director nacional y "Anniel Quesada Céspedes" fue nombrada como "Miss Grand Costa Rica 2014" para competir en dichos concursos internacionales. Después del final de la edición 2014, el director tenía un plan para celebrar el primer concurso de Miss Grand Costa Rica en 2015, pero fue interrumpido después de que "Organización Reinas de Costa Rica" obtuviera la licencia de Miss Grand Costa Rica, todos titulares de títulos de Costa Rica durante 2015-2017 fue nombrado por esta organización.
En 2018, el equipo organizador liderado por "Gerson Jiménez" adquirió los derechos para elegir a la representante costarricense de Miss Grand Internacional aproximadamente 2 meses antes del inicio del evento internacional. En estas circunstancias, el equipo decidió elegir a "Nicole Menayo Alvarado", segunda finalista de Miss Grand España 2018 para representar al país en Miss Grand Internacional 2018 y nombrar a Brenda Giselle Castro Madrigal, Miss Costa Rica 2015 como "Miss Grand Costa Rica 2019".
En 2019, habrá un reality show de Telenovela, The Finalists, que muestra, a nivel nacional, el proceso de selección de representantes del país. Las competencias comienzan en abril para los cástines de la edición 2020 de Miss Grand Internacional, Top Model of the World, Miss Asia Pacific International y Miss Internacional. La convocatoria para este concurso local comenzará en abril y se realizarán cástines en Guanacaste, Limón, Alajuela y San José. Se escogerá a 14 concursantes.

## Ganadoras del certamen
| Año  | Ganadora                       | Representando a | Edad | Altura | Lugar del evento                            | Participantes                               | Fecha                                       | Ref.          |
| ---- | ------------------------------ | --------------- | ---- | ------ | ------------------------------------------- | ------------------------------------------- | ------------------------------------------- | ------------- |
| 2023 | Kristell Ruiz Freeman          | Limón           | 28   | 1,70 m |                                             | Designado                                   |                                             |               |
| 2022 | Brenda Muñoz Hernández         | Guanacaste      | 27   | 1.75 m |                                             | Designada                                   |                                             |               |
| 2021 | Adriana Moya Alvarado          | Heredia         | 26   | 1,75 m | Repretel                                    | Designada                                   | 6 de junio                                  | [ 8 ]         |
| 2020 | Gabriela Jara Cordero          | Limón           | 22   | 1,75 m | Auditorio Humboldt, Pavas, San José         | 14                                          |                                             | [ 9 ] [ 2 ]   |
| 2019 | Brenda Giselle Castro Madrigal | Limón           | 27   | 1,70 m | Designada, sin concurso nacional celebrado. | Designada, sin concurso nacional celebrado. | Designada, sin concurso nacional celebrado. | [ 6 ] [ 7 ]   |
| 2018 | Nicole Menayo Alvarado         | Heredia         | 24   | 1,70 m | Designada, sin concurso nacional celebrado. | Designada, sin concurso nacional celebrado. | Designada, sin concurso nacional celebrado. | [ 3 ]         |
| 2017 | María Amalia Matamoros Solís   | Alajuela        | 27   | 1,75 m | Designada, sin concurso nacional celebrado. | Designada, sin concurso nacional celebrado. | Designada, sin concurso nacional celebrado. | [ 1 ]         |
| 2016 | Monique Rodríguez Salas        | San José        | 27   | 1,72 m | Designada, sin concurso nacional celebrado. | Designada, sin concurso nacional celebrado. | Designada, sin concurso nacional celebrado. | [ 5 ] [ 10 ]  |
| 2015 | Mariela Aparicio Alfaro        | San José        | 27   |        | Designada, sin concurso nacional celebrado. | Designada, sin concurso nacional celebrado. | Designada, sin concurso nacional celebrado. | [ 10 ] [ 11 ] |
| 2014 | Anniel Quesada Céspedes        | San José        | 26   | 1,70 m | Designada, sin concurso nacional celebrado. | Designada, sin concurso nacional celebrado. | Designada, sin concurso nacional celebrado. | [ 12 ]        |

### Conquistas por Provincia
| Provincia  | Títulos | Victorias        |
| ---------- | ------- | ---------------- |
| San José   | 3       | 2014, 2015, 2016 |
| Limón      | 3       | 2019, 2020, 2023 |
| Heredia    | 2       | 2018, 2021       |
| Guanacaste | 1       | 2022             |
| Alajuela   | 1       | 2017             |

### Galería

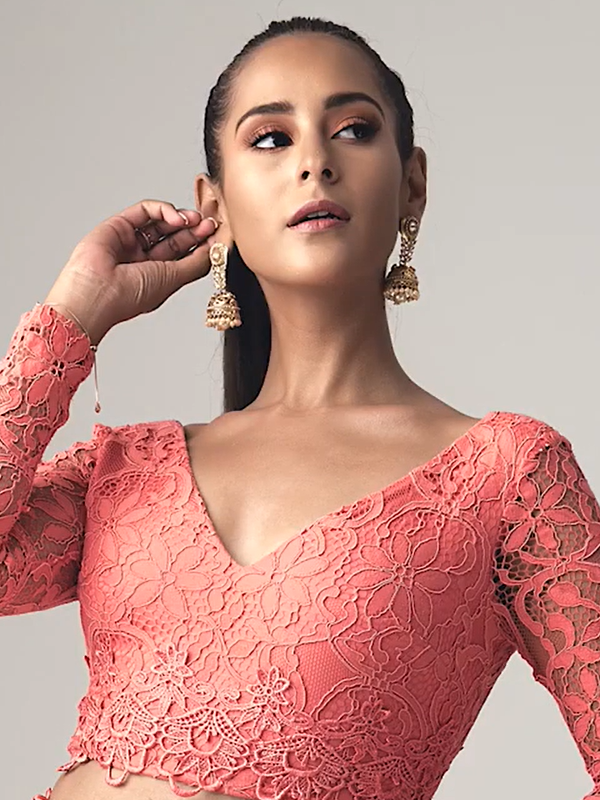
Miss Grand Costa Rica 2020 Gabriela Jara
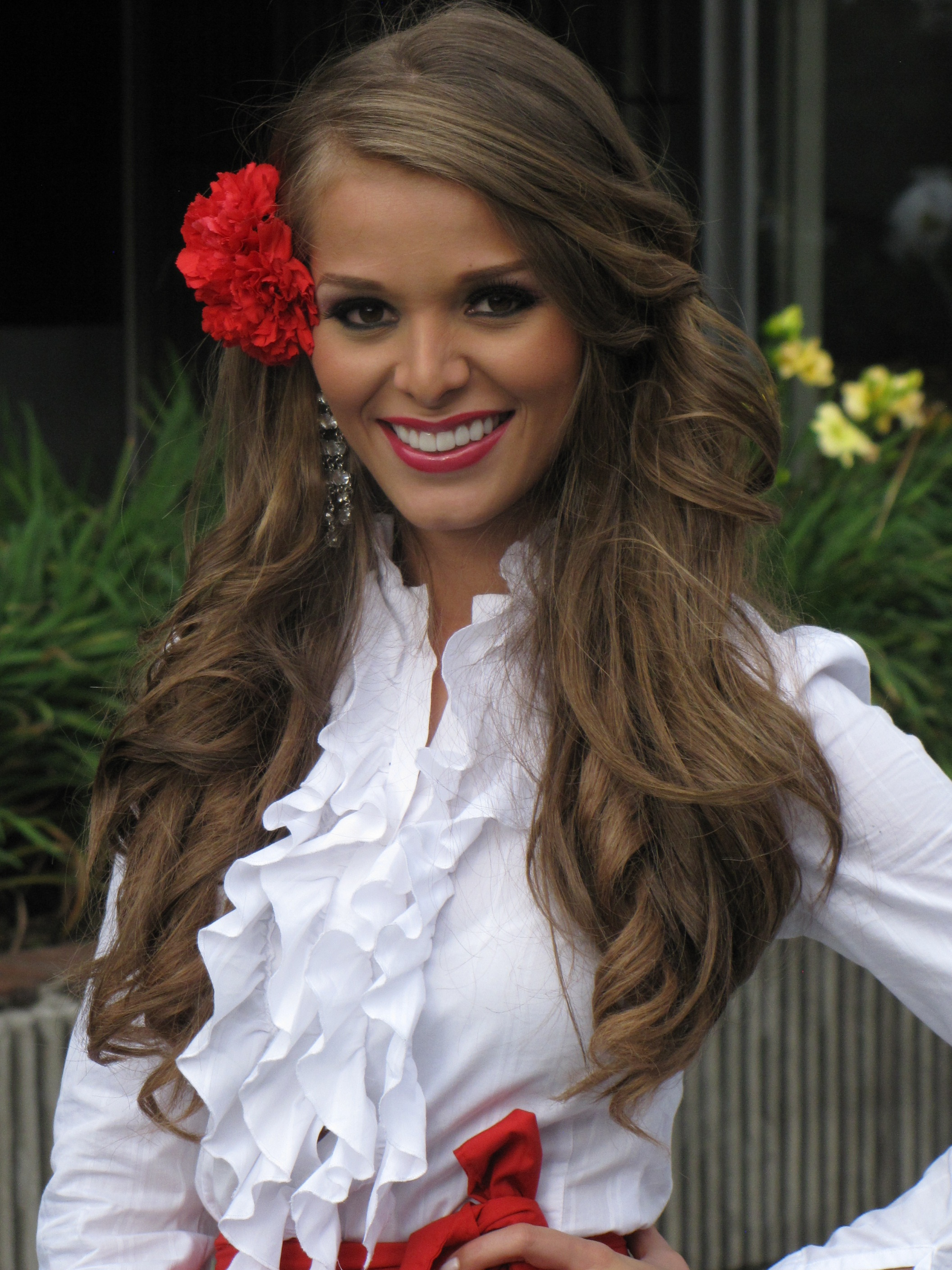
Miss Grand Costa Rica 2017 Amalia Matamoros

## Representaciones internacionales por año

### Miss Grand International
Clave de color;
- Ganadora
- Finalista
- Semifinalista
- Cuartofinalista

| Año  | Representante                  | Procedencia | Posición | Premios especiales                                       | Ref          |
| ---- | ------------------------------ | ----------- | -------- | -------------------------------------------------------- | ------------ |
| 2023 | Kristell Ruiz Freeman          | Limón       |          |                                                          |              |
| 2022 | Brenda Muñoz Hernández         | Guanacaste  |          |                                                          |              |
| 2021 | Adriana Moya Alvarado          | Heredia     | Top 10   |                                                          |              |
| 2020 | Gabriela Jara Cordero          | Limón       |          |                                                          |              |
| 2019 | Brenda Giselle Castro Madrigal | Limón       | Top 20   | - Top 20 – Mejor Traje Nacional                          |              |
| 2018 | Nicole Menayo Alvarado         | Heredia     | Top 20   | - Top 12 – Mejor Traje Nacional                          | [ 13 ]       |
| 2017 | María Amalia Matamoros Solís   | Alajuela    | Top 20   | - Mejor en Traje de baño - Top 25 – Mejor Traje Nacional | [ 1 ] [ 14 ] |
| 2016 | Monique Rodríguez Salas        | San José    |          |                                                          | [ 15 ]       |
| 2015 | Mariela Aparicio Alfaro        | San José    | Top 10   | - Mejor en traje de baño                                 | [ 1 ] [ 16 ] |
| 2014 | Anniel Quesada Céspedes        | Limón       |          | - Top 25 – Mejor en traje de baño                        |              |